# Fort de Rohtas
Le fort de Rohtas (en ourdou قلعہ روہتاس, transcrit Qila Rohtas), est un fort de garnison construit par le roi afghan Sher Shâh Sûrî au XVe siècle. C'est le premier exemple d'un mélange réussi entre les architectures hindoues, afghanes et perses dans le sous-continent indien.

## Histoire
Sa construction commence en 1541 sous les ordres de Todar Mal Khatri, le ministre des revenus, Sher Shâh Sûrî ayant ordonné son édification en vue d'empêcher le retour de l'empereur Humâyûn après sa victoire sur celui-ci à la bataille de Kanauj. Le fort est sur l'ancienne route entre le nord (l'Afghanistan) et les plaines du Punjab ; il contrôlait ainsi la route entre Peshawar et Lahore. Sher Shâh Sûrî voulait également réprimer les tribus locales, les Gakhars, alliés de Humâyûn. Les Gakhars répondent à la construction du fort de Rohtas en élevant près du village de Sultanpur des fortifications qui existent encore.
Sher Shâh Sûrî choisit de nommer le fort en l'honneur du célèbre fort de Rohtasgarh dans le district de Shahabad près de Baharkunda, dans le Bihar, qu'il avait capturé du raja de Rohtas, Hari Krishnan Rai, en 1539. Le fort de Rohtasgarh est situé sur la rive nord du Son ; il fut construit par Harish Chandra de la dynastie Solar, qui nomma le fort en l'honneur de son fils Rohitasva.
Sher Shâh Sûrî décède avant l'achèvement du fort. Dix ans plus tard, l'empereur Humâyûn retourne régner sur l'Inde pour quinze années.
Par son caractère militaire, le fort ne fut jamais populaire parmi les Moghols : l'empereur Akbar y resta une seule nuit, ainsi que l'empereur Jahângîr, qui y revint une autre fois quand on le força à retourner à Kaboul.
Les Pachtounes, par contre, utilisèrent beaucoup le fort, comme ennemis des Gakhars. Ils y laissèrent un gouverneur et utilisèrent le fort pour assurer leur relation à leur capitale, Kaboul.

## Géographie
Le fort de Rohtas est situé dans une gorge à environ 16 km au nord-ouest de Jhelum et à 7 km de Dina. Il a été construit sur une colline d'environ 300 m de haut et où le ruisseau Kahan rejoint la rivière Pamal Khas, qui s'oriente vers l'est en se dirigeant vers le mont Tilla Jogian. Il est à 810 m au-dessus du niveau de la mer et s'étend sur 12,63 ha.

## Construction
Les Gakhars refusant de travailler à la construction du fort, Todar Mal Khatri eut des difficultés à démarrer les travaux. Finalement, Sher Shâh Sûrî lui dit que le coût de la construction serait payé par son royaume. Le prix de chaque dalle sera d'abord d'un ashrafi rouge, puis descendra à un paoli ou un bahloli.
Le coût de la construction sera énorme en raison du boycott de la part des Gakhars, mais la somme exacte diffère selon les sources. Waqiat-i-Jagangiri dit qu'il coûta 34 250 000 roupies. Il se base sur une roche gravée au-dessus de la porte de Shishi qui dit que la somme est de « 16, 10 000 000 dams et un peu plus, soit 34 25 000 roupies du Hindoustan, 120 000 tomans d'Iran ou 12 175 000 khanis de Touran ». Selon Tarikh-i-Daudi, le coût est de 80 505 002 dams.

## Description

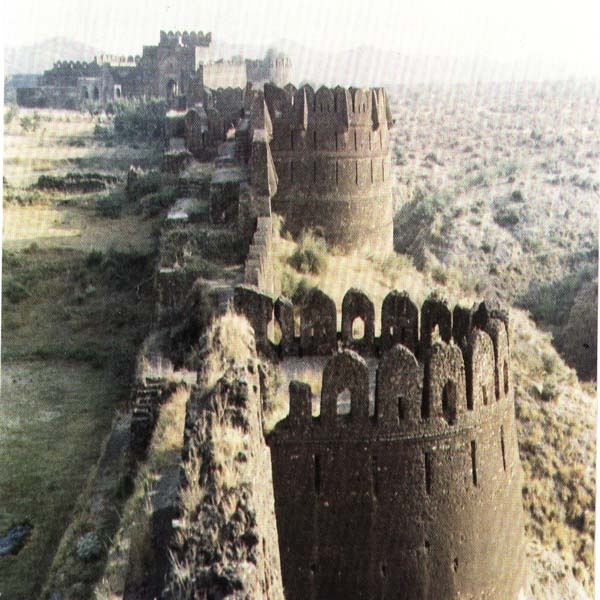
Les murs et tours

Le fort de Rohtas est un fort de garnison qui pouvait abriter jusqu'à 30 000 hommes. Par son emplacement, ses murailles massives, ses portes-piège et ses trois baolis (puits), il pouvait résister à un siège majeur, mais il ne fut jamais assiégé. Il possède douze portes (dont quatre portes-pièges), 68 bastions, 1 900 remparts et 9 500 marches.
La plupart du fort est construit avec des roches ashlar des villages environnants, dont Tarraki. Certains éléments furent toutefois construits en briques.
Le fort est de forme irrégulière parce qu'il suit les contours de la colline à sa base. Sa circonférence est d'environ 4 km. Un mur long de 533 m. sépare la citadelle (pour le chef) du reste du fort.
Les fortifications incluent 68 bastions (tours) à intervalles réguliers. Des trois baolis, l'un est dans la citadelle et les deux autres dans le reste du fort. L'une des portes (Langar Khani) s'ouvre sur la citadelle et est une porte-piège parce qu'elle est en pleine ligne de mire des bastions.
Un petit coin du côté ouest est une citadelle dans la citadelle ; accessible par seulement une porte, il contenait un baoli très fin, ce qui suggère qu'il était réservé au chef et à sa famille. Dans cette citadelle, on trouve également la mosquée Shahi.
Il n'y aucun palais dans le fort, sauf une structure construite par Raja Man Singh appelée « le haveli de Man Singh ». Elle est construite au point le plus élevé de la citadelle.
Aujourd'hui le fort est encore très bien préservé, n'ayant jamais été attaqué, mais certaines parties sont en déclin à cause du manque d'entretien. L'arcade centrale de la porte Chandwali a récemment été restaurée, faisant d'elle la seule partie « non originale » du fort. Au début de l'année 2005, les fortes pluies et l'abandon de la structure fit tomber la façade intérieure gauche de la porte Talaqi, ainsi que le côté droit et les fondations. Le bastion droit et son mur de la porte Gatali se sont effondrés à la cause de l'érosion des fondations et des infiltrations.

### Murs
La hauteur du mur externe varie entre 10 et 18 m, sa largeur entre 10 et 13 m. Le mur a deux ou trois terrasses, liées entre elles par des escaliers. La terrasse supérieure a des remparts en forme de merlon. On peut tirer au mousquet depuis ces remparts ainsi que jeter du plomb fondu sur les ennemis.
Le mur est fait de grès avec mortier de chaux, et de briques. Les portes sont de maçonnerie ashlar. Certaines parties sont construites avec de la brique brûlée.

### Portes
Le fort de Rohtas a douze portes : Sohail, Shâh Chandwali, Kabouli, Shishi, Langar Khani, Talaqi, Mori ou Kachemiri, Khwas Khani, Gatali, Tulla Mori, Pipalwala, et Sar.

## Sites environnants
En dehors du fort, à côté de la porte Langar Khani, on trouve la tombe d'une femme appelée Khair Un Nisa, fille d'un ministre des vivres. Elle y est morte et y fut enterrée, mais sa dépouille fut ensuite ré-enterrée à Sasaram.
Le fort étant sur la route de Peshawar à Lahore, qui comportait des caravansérails à environ chaque kilomètre, on trouve un exemple assez bien préservé à un kilomètre au nord du fort.